# Tensi
Tensi & C. è stata un'azienda produttrice di apparecchi fotografici, materiale chimico ad uso fotografico, pellicole, lastre e carte, con sede a Milano, in Italia. Il suo logo era costituito dalla parola "Tensi" in lettere maiuscole, preceduta e seguita da un punto, all'interno di una figura ellissoidale. Ha avuto, nel corso del tempo, diversi simboli. Acquistata alla fine degli anni venti dalla I.F.I. (Istituto Finanziario Industriale) attraverso le partecipate Ferrania  e Cappelli, il suo marchio viene dismesso alla fine degli anni 50, e non è stato più utilizzato.

## Storia
La Tensi - così denominata dal cognome dei fondatori, Alberto e Francesco - risale al 1867, con la creazione di una fabbrica di litografia e fotolitografia, in via Orti 2 a Milano.
La Tensi&C., quale azienda di carta fotografica e carta patinata, viene però effettivamente fondata nel 1905 con sede in via Bergamo 21 ed in via Maffei 11, a Milano.
Nel 1908 la produzione di carta patinata ammonta a 100.000 metri quadri; di 6.000 metri quadri quella di carte fotografiche, ogni giorno.
Nel 1910 la società - la cui amministrazione passa a Federico Tensi - viene ridenominata  “Società Anonima Tensi” affiancando alla produzione esistente anche quella di lastre fotografiche: rapide, rapidissime e Cromo, per avvicinarsi al mondo, emergente, della fotografia e dell'immagine.
Nel 1911 la Tensi inizia così la fabbricazione delle pellicole a rotoli, cinematografiche (positive e negative) e radiografiche per gli ospedali, utilizzando celluloide importato.
L'attività di deposito di marchi e brevetti è notevole: negli anni 20 viene introdotto l'uso dell'emulsione ortocromatica - di migliore qualità - sia sui prodotti radiografici che su quelli da cinema. Viene così commercializzata la prima pellicola cinematografica da ripresa prodotta in Italia, la ATRAX. Vengono prodotte anche "cartoline" sensibili da stampare con le proprie immagini preferiti.
Alla metà degli anni venti, per contrastare una situazione di crisi legata alla concorrenza di altre aziende, la Tensi cerca di rilanciare ed affinare la qualità delle carte fotografiche, il prodotto per cui era sempre stata maggiormente conosciuta, ma anche su nuovo materiale sensile negativo (lastre e pellicole).

### L'assorbimento da parte del gruppo I.F.I. Ferrania - Cappelli
Alla fine degli anni venti, la Tensi viene assorbita dalla I.F.I. per il tramite della Ferrania - Cappelli. Il marchio - e l'attività - continuano ad essere utilizzati.
Negli anni trenta la Tensi - la cui sede viene spostata in via Maffei 11-A e successivamente in via Podgora nr. 11 - continuò la produzione di pellicole per macchine fotografiche, ortocromatiche, ultrarapide, come la teiacromo antialo.
A questa produzione si aggiunge, soprattutto su brevetti stranieri (in special modo Renner e Ruberg), una produzione minore di apparecchi fotografici. Negli anni quaranta furono lanciate le pellicole pancromatiche superalfa e beta e le carte fotografiche calco ed elex.

### Gli anni cinquanta e la chiusura
Nella seconda metà degli anni 50 la produzione a marchio Tensi cessa definitivamente; lo stesso marchio viene definitivamente accantonato.